# Bebeteca

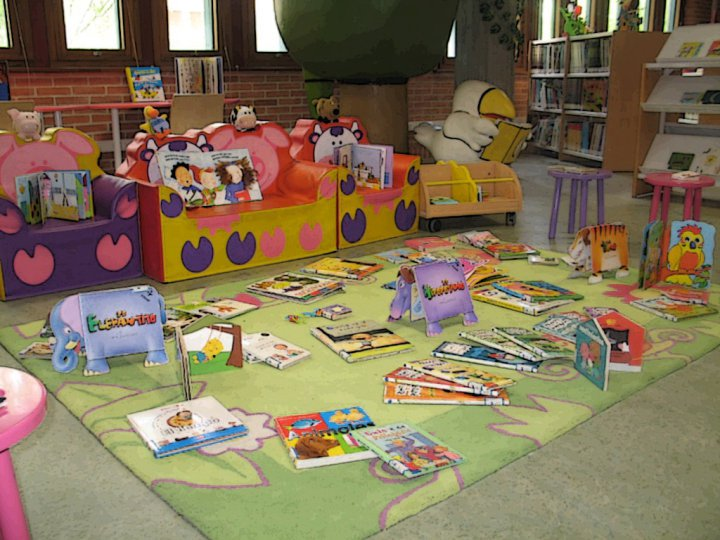
Bebeteca a la Biblioteca Pública de Lugo

La bebeteca és un servei d'atenció especial per a infants (de 0 a 6 anys) que consta d'un espai i un fons de llibres, elegits segons les necessitats dels usuaris més menuts i dels seus pares, el préstec d'aquests llibres, converses periòdiques sobre el seu ús i sobre els contes, assessorament i una atenció constants per part dels professionals de la biblioteca cap als usuaris. Es pot incloure com una secció més de la biblioteca, o bé, oferir-se des de fora d'aquesta mitjançant organitzacions professionals tals com col·legis, l'administració pública, etc.

## Història
La paraula bebeteca prové del francès bebètheque i es va sentir per primera vegada l'any 1987 durant la Cinquena Conferència Europea de Lectura a Salamanca. A partir d'aquell moment s'ha definit de diferents formes:
- Mercè Escardó, 1999: Un espai de pau on poder establir vincles d'afecte a través dels contes i en el que la lectura sigui mirar, escoltar, compartir,....[2]
- Noelia Carrasco, 2004: La bebeteca es para niños menores de 5 años y sus padres, hermanos mayores, abuelos, vecinos/as o cualquier adulto que les acompañe. Ambos, niños y adultos disfrutan participando en ella, cada uno de distinta forma y destacando sus características personales.[3]

## Espai
La bebeteca ha d'estar organitzada de manera que afavoreixi moments d'intercanvi i socialització entre grans i petits. Ha de ser un espai familiar, acollidor i ampli, però abastable pels infants.
És recomanable que predomini la llum natural o la llum artificial càlida, per crear una atmosfera més acollidora.
El terra ha de ser confortable i càlid, perquè els nens i nenes d'aquestes edats acostumen a gatejar. Es pot aconseguir posant catifes i coixins.
El mobiliari ha de ser adequat a les possibilitats dels infants, pel que fa a les dimensions i al pes. Hi ha d'haver expositors que permetin reconèixer els llibres amb una mirada, sense haver de llegir, i prestatges per guardar titelles o objectes relacionats amb els contes.

## Llibres
Classificació de tipologies de llibres adequats per nens i nenes entre 0 i 6 anys:
- Imatgiaris: Llibres amb imatges soltes i sense lletra. Permeten que l'infant aprengui a reconèixer les imatges, amb l'ajuda d'un adult.[9]
- Abecedaris i sil·labaris: Agrupen conjunts de coses i objectes al voltant de les lletres de l'abecedari o l'alfabet. Tenen una funció didàctica.
- Cançoners i poemaris: Contenen rimes, rodolins i repeticions.
- Àlbum il·lustrat: Les imatges i el text s'interrelacionen per explicar la història.
- Adaptacions de rondalles.
- Adaptacions no tradicionals: De pel·lícules, dibuixos animats, sèries de televisió, etc.
- Llibre desplegable.
- Llibres de coneixements.

## Materials de suport
Per ajudar els infants a comprendre els contes, a la bebeteca hi ha d'haver titelles, personatges o objectes relacionats amb les històries que s'expliquen. Aquests materials estan exposats i s'utilitzen d'acompanyament quan s'expliquen els contes.

## Dinamització
Per dinamitzar la bebeteca s'ha de portar a terme accions tan dirigides als infants com als adults que els acompanyen.
- Servei de préstec, tant dels contes pels infants com de llibres per adults sobre la infància.
- Exposició d'obres.
- Explicar contes.
- Lectures en veu alta.
- Convidar escriptors o il·lustradors dels llibres que hi ha a la biblioteca.
- Recomanacions. Es poden fer periòdicament, relacionades amb els esdeveniments de l'any.
- Xarrades d'interès per les famílies.[4]